# Nombre 175
El nombre 175 (CLXXV) és el nombre natural que segueix el nombre 174 i precedeix el nombre 176.
La seva representació binària és 10101111, la representació octal 257 i l'hexadecimal AF.
La seva factorització en nombres primers és 5²×7; altres factoritzacions són 1×175 = 5×35 = 7×25; és un nombre 3-gairebé primer: 7 × 5 × 5 = 175.